# Motanul Pusy

Motanul Pusy şi Volf - cadru din "Cine râde la urmă"

Motanul Pusy este un personaj desenat de Artin Badea și Zaharia Buzea. A devenit cel mai solicitat actor de la Animafilm.
Poate fi întâlnit în serialul "Bălănel și Miaunel", în rivalitate cu buldogul Manole, în "Pătrățel" uneori, în "Răzbunarea buldogului" și "Cine râde la urmă", ba chiar în unele filme de educație rutieră, demonstrând, firește, exact cum nu trebuie procedat în diferite situații.
În anii '70 avea figura unui pisoiaș neastâmpărat, pus pe șotii, rău uneori. O dată cu trecerea timpului, caracterul lui s-a înrăutățit, devenind și mincinos, lacom, lăudăros și viclean.
Dacă în "Bălănel și Miaunel" reușește uneori să-l păcălească pe credulul buldog Manole, să mai șterpelească ceva, să înșele buna credință a prietenilor ori să tragă chiulul, iar în "Pătrățel" să se asocieze în rele cu Pata de cerneală, în lung-metrajul "Cine râde la urmă" își găsește nașul. Volf, o haimana certată cu legea, nu-i dă nici o șansă în tentativa de a fura harta comorii de la buldog.
De altfel, nici cu Miaunel și Bălănel nu-i prea merge. Nu o dată, când vrea să fure ceva ori să-i păcălească, aceștia îi vin de hac.
Menirea lui Pusy e parcă aceea de a demonstra proverbele altora. "Lupul își schimbă părul, dar năravul ba", ca și "Fiecare pasăre pre limba ei piere" i se potrivesc de minune. Pentru că, iată, oricâte lecții despre cinste, bună-creștere și prietenie ar primi într-un episod, el face pe spășitul, promite să se îndrepte, dar până la episodul următor uită totul, făcând aceleași rele și boacăne. Ba chiar se mută dintr-un serial în altul fără să-și schimbe năravul.

## Filmografie
- Bălănel și Miaunel (serial)
- Pătrățel (serial)
- Răzbunarea buldogului (serial) 1982
- Cine râde la urmă 1985

## Personaje din aceeași serie
- Băiatul Ionuț
- Miaunel și Bălănel
- Buldogul Manole
- Maimuțoiul Monk
- Lupul Volf